# Valiato de Bosnia
El valiato de Bosnia fue un valiato creado por el Imperio otomano en 1864, en sustitución del Eyalato de Bosnia (1520-1864), a raíz de la reforma administrativa de la década de 1860 que sustituyó los eyalatos por valiatos. Tenía su capital en Sarajevo y estaba ubicado en la parte occidental de la península de los Balcanes, en Europa, en la llamada "frontera militar", entre el Imperio Habsburgo y el Imperio Otomano, caracterizada durante siglos por las extremas tensiones étnicas, religiosas, culturales y geopolíticas.
Su territorio abarcaba la totalidad de la actual Bosnia y Herzegovina. Limitaba con el Valiato de Kosovo hacia el sur. En el siglo XIX tenía, al parecer, 46 000 km².
En 1878 fue conquistado militarmente por el Imperio austrohúngaro, con excepción de la Antigua Herzegovina, que fue anexada al Principado de Montenegro. En 1908, el Imperio Austrohúngaro disolvió formalmente el Valiato de Bosnia y lo anexó unilateralmente a su propio territorio como provincia imperial de Bosnia y Herzegovina, mediante una polémica decisión que generó la llamada crisis bosnia, incrementando aún más las tensiones en la región. Seis años después se produjo el Atentado de Sarajevo, mediante el cual una organización de jóvenes independentistas bosnios y serbios, asesinó el archiduque Francisco Fernando de Austria y su esposa, desencadenando la Primera Guerra Mundial (1914-1918), que entre otras consecuencias causó la disolución del Imperio austrohúngaro.

## Estructura y situación
A finales de la década de 1860, el territorio debía de contar con alrededor de un millón trescientos mil habitantes. Unos cuatrocientos mil de ellos eran musulmanes, y entre siete y diez mil formaban la casta terrateniente, compuesta tanto de eslavos islamizados como de turcos y otros elementos musulmanes. Esta dominaba la provincia. Otro medio millón de habitantes era ortodoxo y trabajaba fundamentalmente como aparcero en las haciendas de los terratenientes, aunque para entonces estaba apareciendo ya una pequeña clase comercial en las ciudades. Otro cuarto de millón era católico y se concentraba en Herzegovina.
Las reformas administrativas otomanas de la década anterior mejoraron la gestión de la provincia, pero en las ciudades, sin mejorar la suerte del campo.

## Rebelión y guerra regional
En 1875, la recaudación de impuestos tras un año de escasas cosechas desató una revuelta en Herzegovina, territorio montañoso y tribal, que pronto se extendió al resto del valiato y a otros territorios otomanos de la península como Bulgaria, Albania o Macedonia. Católicos y ortodoxos se unieron a la rebelión, cada vez más política, mientras que el grueso de la población musulmana permaneció fiel al Gobierno. Los vecinos principados de principado de Serbia y principado de Montenegro, también territorios otomanos, se alzaron contra el sultán y enviaron tropas a socorrer a los rebeldes en junio de 1876, pero fueron derrotados por el ejército otomano. Rusia tuvo que intervenir en octubre para impedir la derrota total de los principados. La revuelta se transformó en la guerra ruso-turca de 1877-1878, que cambió la distribución territorial de la península en las decisiones del congreso de las potencias que puso fin al conflicto, el Congreso de Berlín.

## Divisiones administrativas
Sanjacados del Valiato:
- Sanjacado de Bosnia (Sarajevo)
- Sanjacado de Izvornik (Tuzla)
- Sanjacado de Hersek (Mostar)
- Sanjacado de Travnik (Travnik)
- Sanjacado de Bihke (Bihać)

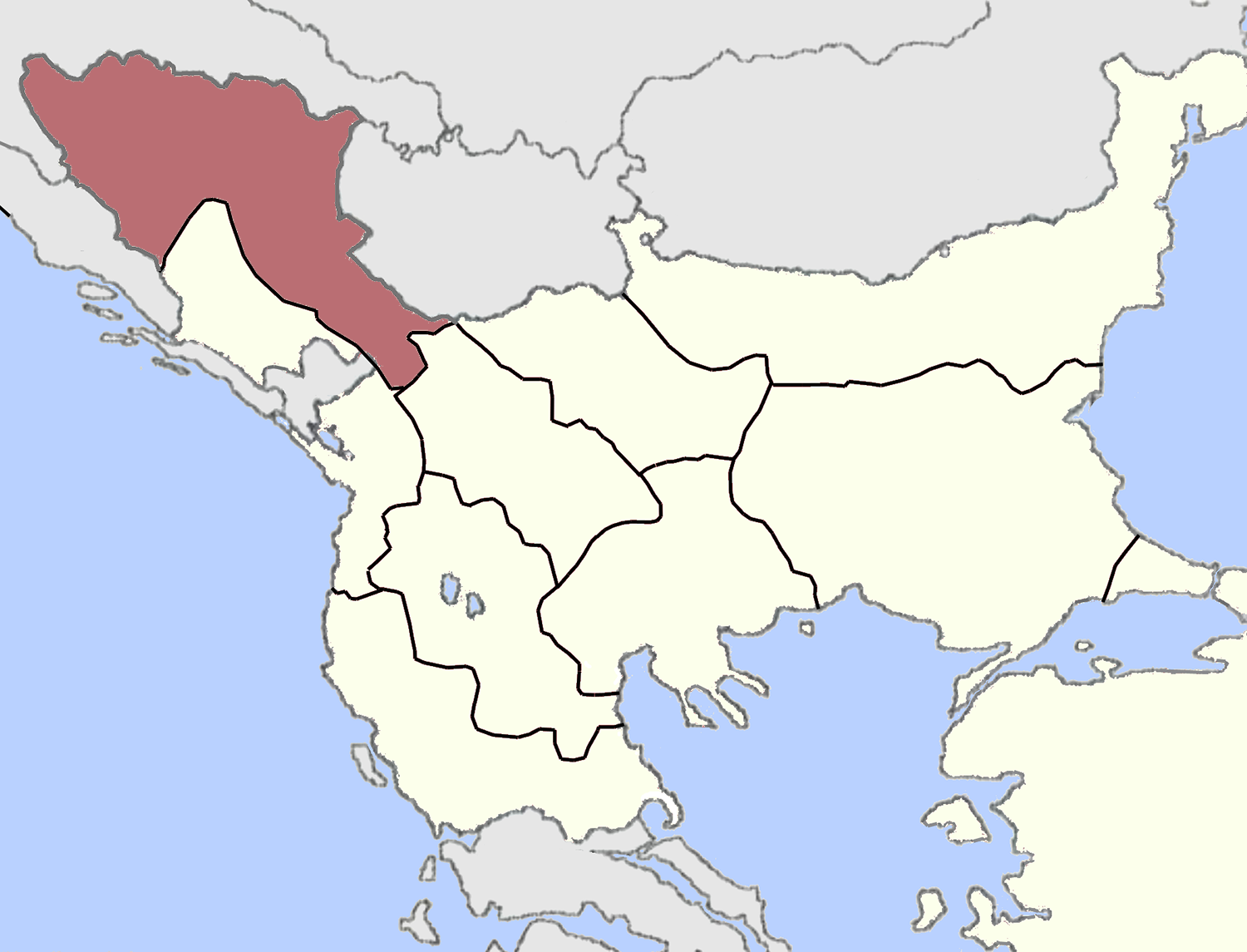
Valiato de Bosnia en 1860.

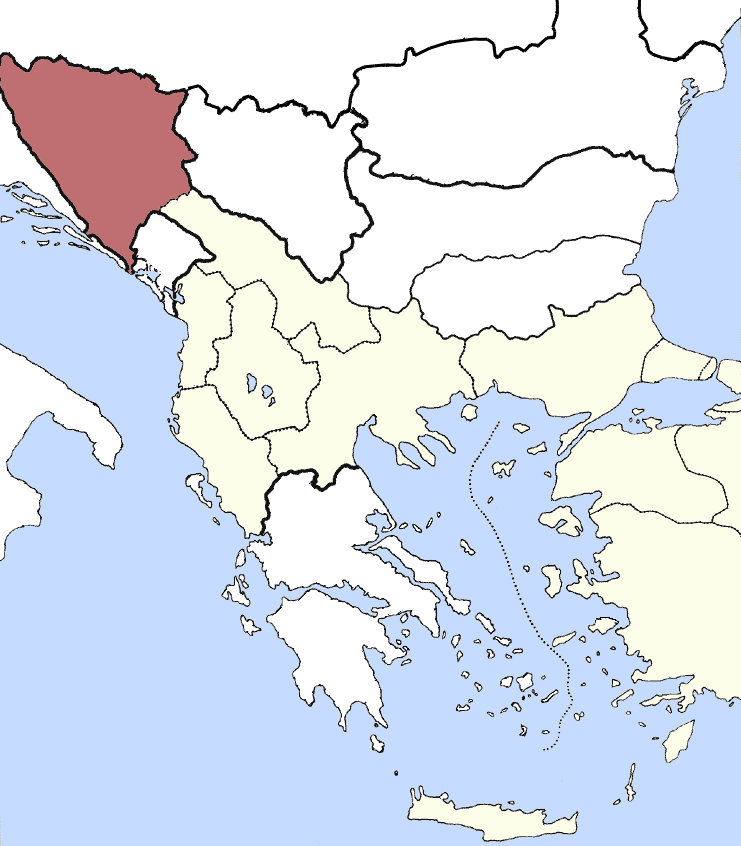
Valiato de Bosnia en 1880.

- Sanjacado de Novi Pazar (1864-1877)